# كارلوس ميغيل
كارلوس ميغيل (بالإسبانية: Carlos Miguel)‏ هو مبارز بالسيف إسباني، ولد في 4 أغسطس 1892، وتوفي في 10 أغسطس 1974.

## وصلات خارجية
- كارلوس ميغيل على موقع أوليمبيديا (الإنجليزية)